# La Visitation-de-l'Île-Dupas
La Visitation-de-l'Île-Dupas est une municipalité du Québec (Canada), située dans la MRC de D'Autray, dans la région de Lanaudière.

## Toponymie
Elle est nommée en l'honneur de la Visitation de la Vierge Marie et de Pierre Dupas, premier seigneur de l'île en 1672.
La Commission de toponymie du Québec précise : « La municipalité établie en 1845 portait le nom de L'Isle-du-Pads. Abolie en 1847, elle devenait partie de la municipalité du comté de Berthier et était rétablie en 1855 sous le nom de La Visitation-de-la-Sainte-Vierge-de-l'Isle-du-Pads. Ce dernier nom, qui était aussi celui de la paroisse érigée civilement en 1842, tire partiellement son origine de l'appellation de la paroisse de L'Isle-du-Pads, érigée canoniquement en 1834. En 1981, on abrège la dénomination en La Visitation-de-l'Île-Dupas, tout en rectifiant la graphie et en modifiant le statut de municipalité de paroisse en municipalité sans autre désignation. »

## Géographie
Le territoire en pointe de la municipalité englobe plusieurs îles de l'archipel du Lac Saint-Pierre, la plus grande étant l'Isle du Pas. Elle est accessible par la route 158.

## Démographie
| 1991 | 1996 | 2001 | 2006 | 2011 | 2016 | 2021 |
| ---- | ---- | ---- | ---- | ---- | ---- | ---- |
| 521  | 564  | 573  | 612  | 619  | 626  | 684  |

## Administration
Les élections municipales se font en bloc pour le maire et les six conseillers.
| La Visitation-de-l'Île-Dupas Maires depuis 2003                                                                      |                     |         |          |
| Élection | Maire               | Qualité | Résultat |
| 2003 | Maurice Désy        |         | Voir     |
| 2005 | Maurice Désy        | Voir    |          |
| 2009 | Maurice Désy        | Voir    |          |
| 2013 | François Drainville |         | Voir     |
| 2017 | Marie-Pier Aubuchon |         | Voir     |
| 2021 | Alain Goyette       |         | Voir     |
| Élection partielle en italique Depuis 2005, les élections sont simultanées dans toutes les municipalités québécoises |                     |         |          |

## Éducation
La Commission scolaire Sir Wilfrid Laurier géré des écoles anglophones:
- École primaire Joliette à Saint-Charles-Borromée[6]
- École secondaire Joliette à Joliette[7]

## Patrimoine
L'église de La Visitation-de-l'Île-Dupas est citée en 2024.

## Personnalité
- Pierre Gaultier de Varennes et de La Vérendrye
- Bernard Drainville
- Joannie Rochette